# Navždy
Navždy (słow. na zawsze) singiel słowackiej pop piosenkarki Kristíny wydany w 2014.
Navždy ukazał się 7 września 2014 roku na oficjalnej stronie youtube Kristíny. Jest to trzeci singiel promujący pierwszą w karierze piosenkarki, kompilację jej największych przebojów.

## Teledysk
Teledysk nagrywany był w Czechach i na Słowacji. Premiera odbyła się 7 września 2014 roku na oficjalnym kanale piosenkarki.

## Notowania
| Lista                           | Pozycja |
| ------------------------------- | ------- |
| Słowacja Rádio sk50 Oficiálna   | 8       |
| Słowacja RADIO TOP100 Oficiálna | 67      |
| Polska PRO                      | 12      |